# ホセ・マリア・ヒメネス
ホセ・マリア・ヒメネス（José María Jiménez、1971年2月6日 - 2003年12月6日）は、スペイン、エル・バラコ出身の元自転車競技（ロードレース）選手。
元ロードレース選手のカルロス・サストレの義兄であり、同様にアンヘル・アロヨの従弟。デビューから引退まで一貫してバネストに所属した。

## 来歴
1992年
- シルクイト・モンタニェス 総合優勝

1994年
- ブエルタ・ア・ラ・リオハ 総合優勝
- スビダ・ア・ウルキオラ 優勝

1995年
- コロラド・クラシック 総合優勝
- カタルーニャ一周 区間1勝(第4)

1996年
- ブエルタ・ア・エスパーニャ 総合12位
- スビダ・ア・ウルキオラ 優勝

1997年
- ブエルタ・ア・エスパーニャ 山岳賞、区間1勝(第19)
- ツール・ド・フランス 総合8位
- ブエルタ・ア・ラ・リオハ 総合優勝
- スペイン選手権 個人ロードレース 優勝

1998年
- ドーフィネ・リベレ 区間1勝(第3)
- ブエルタ・ア・エスパーニャ
  - 山岳賞
  - 総合3位
  - 区間4勝(第6、10、11、16)

1999年
- ブエルタ・ア・エスパーニャ
  - 山岳賞
  - 総合5位
  - 区間1勝(第8)

2000年
- カタルーニャ一周 総合優勝、区間2勝(第7、8)
- クラシカ・デ・ロス・アルプス 優勝

2001年
- ブエルタ・ア・エスパーニャ
  - 山岳賞
  - ポイント賞
  - 区間3勝(第8、11、12)

2002年、うつ病を患ったため現役を引退。
2003年12月6日、マドリードの精神科病院で心臓発作を発症し、心筋梗塞のため死去した。32歳没。